# سون ليان تشونغ
سون ليان تشونغ، ((بالصينية: 孫連仲; ويد–جيلز: Sun Lien-chung); 1893–1990)، فريق أول صيني أثناء الحرب الصينية اليابانية الثانية والحرب الأهلية الصينية. كان يقود المجموعة الثانية في معركة شاندونغ وكان لدية عمل طويل في الجيش.
خدم سون ليان تشونغ أثناء الحرب، في الجيش الغربي لفنج يوشيانج، الحملة الشمالية مع زانج زولين والجيش الشمالي الغربي ليان شيشان ضد شيانج كاي شيك في حرب السهول الوسطي. قاد القوات خلال الحملات الثانية والثالثة والخامسة ضد جيش جيانجشي السوفيتي.
في أغسطس عام 1937، أثناء الحرب الصينية اليابانية الثانية، تولي قيادة الجيش الأول في عملية تركيب سكة حديد شمال بكين – هانكو. قاد أيضا جيش المجموعة الثانية في معركة تاييوان، معركة زوزهو، ومعركة تاييرزهوانج، معركة ووهان، معركة سويشيان - زاويانج، الهجوم الشتوي 1939-1940، معركة زاويانج - ييتشانج، معركة جنوب هينان. كما تولى بصفته نائب قائد منطقة الحرب السادسة، قيادة معركة غرب هوبى، وهزم قائد منطقة الحرب السادسة اليابانية في معركة تشانغده وتابع لقيادة منطقة الحرب السادسة لبقية الحرب.
في عام 1945، أصبح سون قائد منطقة الحرب الحادي عشر. تولي فيها قيادة منطقة تيانجين وبكين وشيجياتشوانغ واشرف فيها على استسلام القوات اليابانية هناك. مع ذلك كانت قوات الكومينتانج تتعارض مع القوات الشيوعية واشتغلت الحرب الأهلية الصينية بكل قوتها مرة أخري. في عام 1947، استقال من منصبة في شمال الصين وانتقل إلي العاصمة.
في عام 1949، إنتقل مرة أخري إلي تايوان.

## السيرة الذاتية

### الحياة العسكرية
- في عام 1912، تم تجنيده في الجيش كجندي مشترك.
- في عام 1926، انضم إلي جيش شمال غرب فنج يوشيانج، وأصبح قائد الفرقة.
- في عام 1928، قائد جيش المجموعة الثانية في الحملة الشمالية مع زانج زولين.
- في الفترة ما بين عامي 1928 و1929، الحاكم العسكري لمقاطعة تشينغهاي.
- في الفترة ما بين عامي 1929 و 1930، رئيس مجلس مقاطعة قانسو.
- في عام 1930:
  - قيادة قوات قانسو في الجيش الشمالي الغربي ليان شيشان ضد شيانج كاي شيك في معركة السهول الوسطى.
  - قبل منصب حاكم الحكومة المركزية بعد انضمام تشانج شويليانج إلى جانب شيانج كاي شيك، وأصبح ضابطًا عامًا يقود جيش طريق 26.
- في عام 1931، أرسل جيش الطريق السادس والعشرون إلى الحملة الثانية والثالثة ضد جيش جيانجشي السوفيتي.
- في عام 1934:
  - شارك في حملة التطويق الخامسة ضد جيش جيانجشي السوفيتي.
  - حصل على منصب حاكم كومينتانج ليوان يانج.
- في عام 1936، شارك في عمليات صد هجوم الجيش الأحمر، وأصبح قائد الفيلق 42.
- في عام 1937، شغل منصب ضابط عام وقائد الجيش الأول، نائب القائد الأعلى للمجموعة الثانية للجيش.
- في الفترة ما بين عامي 1937 و 1944، قائد الجيش الثاني.
- في عام 1938، شغل منصب قائد فيلق الجيش الثالث.
- في عام 1940، شغل منصب نائب قائد منطقة الحرب الخامسة.
- في عام 1943، القائم بأعمال قائد منطقة الحرب السادسة.
- ما بين عامي 1943 و1945، قائد منطقة الحرب السادسة.
- في عام 1945، شغل منصب القائد الأعلى لمناطق الحرب الحادية عشرة.
- ما بين عامي 1945 و 1947، شغل منصب رئيس حكومة مقاطعة خبي، مدير مقر في أوستن التهدئة.
- في عام 1947، استقال من المناصب الأخري وأصبح قائد حامية العاصمة.
- في عام 1948، قادة جيش قصر الرئاسة، جيش مجلس الشيوخ.
- في الفترة مابين عامي 1949 و 1954، ذهب إلى تايوان وشغل منصب المستشار العسكري للقصر الرئاسي، وعضو لجنة كومينتانج المركزية، وعضو لجنة مجلس التأديب المركزي.
- ما بين عامي 1955 و1988، استمر في العمل لصالح الحكومة وفتح مطعمًا مع صديقه القديم العميد بانج بينج شون.
- في عام 1990، توفي سون ليان تشونج.

### الحياة الشخصية
- ليان تشونغ هو قريب كلا من بول أنتوني سون (مواليد 2 أبريل 1996)، وإريك مايكل صن (مواليد 5 أبريل 1994).

## وصلات خارجية
- السيرة الذاتية لسون ليان تشونغ.